# Есту
Есту (фр. Estouy) насеље је и општина у централној Француској у региону Центар (регион), у департману Лоаре која припада префектури Питивје.
По подацима из 2004. године у општини је живело 505 становника, а густина насељености је износила 27,9 становника/km². Општина се простире на површини од 18,07 km². Налази се на средњој надморској висини од n. c. метара (максималној 131 m, а минималној 87 m).

## Демографија
| 1962. | 1968. | 1975. | 1982. | 1990. | 2011. |
| ----- | ----- | ----- | ----- | ----- | ----- |
| 330   | 313   | 349   | 391   | 443   | 521   |

График промене броја становника у току последњих година